# 陳復祥
陳復祥，（1902年—1970年），中國著名郵商，集郵家，郵學家。陳氏自幼開始集郵，主要鎖定中國各類商埠郵票集藏，是中國第一位研究商埠郵票的專家。陳復祥著述豐富，郵文屢見各大郵刊；他同時創辦上海神州邮票研究會，也在上海開立「復祥郵票店」經營郵票買賣生意。文革時期，陳復祥秘藏的許多紅印花郵票被紅衛兵搜出並加以毀壞，陳氏精神因而遭受打擊，最後抑鬱而終。